# Shania Twain
Shania Twain — дебютний студійний альбом канадської кантрі-співачки Шанаї Твейн. В США та Канаді альбом вийшов 20 квітня 1993. Три пісні з альбому стали синглами, а в США він продався у більше, ніж 1 мільйон копій.

## Список пісень
| #   | Назва                                 | Автор                                 | Тривалість |
| --- | ------------------------------------- | ------------------------------------- | ---------- |
| 1.  | «What Made You Say That»              | Тоні Газельден, Стен Мюнсей           | 2:58       |
| 2.  | «You Lay a Whole Lot of Love on Me»   | Генк Біч, Форест Бордерс              | 2:48       |
| 3.  | «Dance with the One That Brought You» | Сем Гоін, Гретчен Пітерс              | 2:23       |
| 4.  | «Still Under the Weather»             | Скіп Евінг, L.E. Вайт, Майкл Вайт     | 3:06       |
| 5.  | «God Ain't Gonna Getcha for That»     | Кент Роннінс, Шаная Твейн             | 2:44       |
| 6.  | «Got a Hold on Me»                    | Рейчел Ньюмен                         | 2:14       |
| 7.  | «There Goes the Neighborhood»         | Томмі Добсон, Білл Грехем, Алан Леней | 3:17       |
| 8.  | «Forget Me»                           | Стефані Сміт                          | 3:21       |
| 9.  | «When He Leaves You»                  | Mike Reid, Robbins                    | 4:21       |
| 10. | «Crime of the Century»                | Річард Фаган, Ральф Мерфі             | 3:29       |

## Чарти
| Чарт                              | Місце |
| --------------------------------- | ----- |
| Canadian Country Albums (RPM)     | 28    |
| Norwegian Albums Chart            | 40    |
| Scottish Albums Chart             | 64    |
| UK Albums Chart                   | 113   |
| UK Country Albums                 | 3     |
| U.S. Billboard Top Country Albums | 67    |
| US Top Catalog Albums             | 35    |

## Продажі
| Країна         | Сертифікація (таблиця продажів та сертифікатів) | Продажі   |
| -------------- | ----------------------------------------------- | --------- |
| Канада (CRIA)  | 2× Платина                                      | 200,000   |
| Британія (BPI) | Срібло                                          | 85,692    |
| США (RIAA)     | Платина                                         | 1,200,000 |

## Історія релізів
| Країна           | Дата           | Формат          | Лейбл             |
| ---------------- | -------------- | --------------- | ----------------- |
| США, Канада      | 20 квітня 1993 | CD, аудіокасета | Mercury Nashville |
| Британія, Європа | травень 2000   | CD              | Mercury Nashville |
| США              | 14 жовтня 2016 | LP              | Mercury Nashville |